# Klaus Bodinger
Klaus Bodinfer (Breslavia, 14 maggio 1932 – Strasburgo, 16 aprile 1994) è stato un nuotatore tedesco.

## Carriera
Ha gareggiato a livello agonistico competendo dapprima con la Germania Est, e poi con la Germania Ovest, riuscendo a conquistare una medaglia per entrambe in due edizioni degli Europei.

## Palmarès
- Europei

Torino 1954: oro nei 200m rana (come Germania Est).
Budapest 1958: bronzo nei 200m rana (come Germania Ovest).